# Chanteloup, Manche
Chanteloup är en kommun i departementet Manche i regionen Normandie i norra Frankrike. Kommunen ligger i kantonen Bréhal som tillhör arrondissementet Coutances. År 2022 hade Chanteloup 393 invånare.

## Befolkningsutveckling
Antalet invånare i kommunen Chanteloup
| Referens: INSEE |